# Zaborak
Zaborak är en ort i Bosnien och Hercegovina.   Den ligger i entiteten Republika Srpska, i den sydöstra delen av landet, 70 km öster om huvudstaden Sarajevo. Zaborak ligger 973 meter över havet och antalet invånare är 165.
Terrängen runt Zaborak är huvudsakligen kuperad, men norrut är den bergig. Närmaste större samhälle är Goražde, 19,8 km nordväst om Zaborak. 
I omgivningarna runt Zaborak växer i huvudsak lövfällande lövskog. Runt Zaborak är det ganska tätbefolkat, med 67 invånare per kvadratkilometer.